# Pak Yong-hui
Pak Yong-hui (Pyongyang, 24 de agosto de 1970) é uma atiradora esportiva norte-coreana, especialista na fossa olímpica.

## Carreira

### Rio 2016
Pak Yong-hui representou seu país nas Olimpíadas de 2016, ficando na 12º colocação na fossa olímpica, fora das finais.